# Dicranomyia alboapicalis
Dicranomyia alboapicalis är en tvåvingeart som först beskrevs av Alexander 1929.  Dicranomyia alboapicalis ingår i släktet Dicranomyia och familjen småharkrankar. Inga underarter finns listade i Catalogue of Life.